# Viktor Kalasjnikov
Viktor Michajlovitj Kalasjnikov (rysk kyrilliska: Ви́ктор Миха́йлович Кала́шников), född 16 juli 1942 i Kazakiska SSR, Sovjetunionen, död 27 mars 2018 i Izjevsk, Ryssland, var en rysk vapeningenjör, mest känd för att designat kulsprutepistolen PP-19 Bizon.

## Tidigt liv och utbildning
Kalasjnikov föddes som son till vapeningenjören Michail Kalasjnikov och Jekaterina Viktorovna Kalasjnikova. Han utexaminerades 1966 från ett mekaniskt institut i Izjevsk.

## Karriär
Kalasjnikov började sin karriär inom vapendesign 1966 genom att utföra flera tester på sin fars automatkarbin AK-47. Hans tester handlade oftast om vapnets stabilitet, hållbarhet och pålitlighet. Han var ofta inblandad i utvecklingen av halvautomatiska jaktvapen.
Han designade ett flertal delar och komponenter och deltog i utvecklandet av halvautomatiska jaktvapen och Kalasjnikovs kulsprutor. Han var ledare för en grupp som designade kulsprutepistolerna Bizon-2 och Vityaz-SN.

## Privatliv
Kalasjnikov hade två söner, Michail och Aleksandr. Han dog 2018 vid en ålder av 75 år, i Izjevsk, Ryssland.